# Ann-Marie Nilsson (politiker)
Eva Ann-Marie Nilsson, född 5 december 1960 i Villstads församling i Jönköpings län, är en svensk kommunpolitiker för Centerpartiet. Hon var kommunstyrelsens ordförande i Jönköpings kommun 2015–2025.

## Biografi
Ann-Marie Nilsson är uppvuxen i Släthult i Villstads församling, Smålandsstenar. Hon är sedan 1989 gift med Anders Jaldenius (född 1956).
Nilsson blev medlem i Centerns ungdomsförbund 1976. Hon var kommunalråd i Jönköpings kommun från januari 2005. Efter valet 2014 utsågs hon till kommunstyrelsens ordförande i kommunen, som därigenom blev Sveriges största Centerstyrda kommun. Under våren 2025 valde hon att lämna uppdraget. Centerpartiet ingick under alla år som Nilsson var kommunalråd i det politiska styret, i koalition ömsom med borgerliga partier, ömsom med Socialdemokraterna.